# Vețca (gmina)
Vețca – gmina w Rumunii, w okręgu Marusza. Obejmuje miejscowości Jacodu, Sălașuri i Vețca. W 2011 roku liczyła 892 mieszkańców.